# Habitame Siempre
Habítame Siempre  é o décimo primeiro álbum de estúdio da artista mexicana Thalía, lançado em 19 de novembro de 2012 pela  Sony Music Latin. O álbum é composto por 15 faixas, incluindo colaborações com Robbie Williams, Michael Bublé, Gilberto Santa Rosa, Prince Royce, Erik Rubin, Leonel García, Samuel Parra (Samo) e Jesús Navarro.
Thalía foi influenciada por vários estilos musicais no álbum, pois há elementos de balada baladas pop-rock, bachata, salsa, mambo, bossa nova e até nueva trova, todos eles combinados com o estilo pop latino de Thalia.
Habítame Siempre marca o primeiro álbum de estúdio de Thalía sob o selo Sony Music Latin e sua primeira gravação em estúdio desde o lançamento de Lunada em 2008, bem como uma continuação de seu álbum acústico anterior, Primera Fila, que foi um dos mais bem sucedidos albuns de língua espanhola dos últimos anos. Habítame Siempre foi certificada triplo de platina + Ouro no México por vendas superiores a 210.000 cópias, platina na Venezuela e ouro nos Estados Unidos alcançando a posição # 1 nas paradas de álbuns Top Latin e Latin Pop, publicadas pela Billboard. Em março de 2013, o álbum tinha vendido mais de meio milhão de cópias em todo o mundo.
Após seu lançamento, Habítame Siempre recebeu críticas positivas da maioria dos críticos de música, que elogiaram a performance vocal de Thalía e a produção geral do álbum e ganhou o Prêmio Lo Nuestro de Álbum Pop do Ano. Thalía promoveu o álbum com o VIVA! Tour.

## Antecedentes e conceito
Habítame Siempre é o primeiro álbum de estúdio de Thalía desde o lançamento de Lunada em 2008. Ela começou a trabalhar nesta produção musical algum tempo depois do grande sucesso de seu álbum acústico Primera fila de 2009. A morte repentina de sua mãe, assim como o nascimento de seu segundo filho, foram dois momentos emocionais muito fortes que Thalia passou enquanto preparava o álbum. Como resultado, muitas das músicas gravadas representam os sentimentos atuais e a situação emocional de Thalía. Como ela declarou, todo o álbum Habítame Siempre é dedicado à memória de sua mãe.

"Esse álbum tem sido um dos maiores desafios da minha carreira. Houve um contraste de emoções que despertaram meus sentimentos mais profundos; chorei, ri e me diverti. Nesse disco, deixei as impressões de tudo que tinha dentro das músicas que selecionamos foram perfeitas para expressar todas essas emoções. Espero que meus fãs gostem tanto quanto eu ..."

—Thalía falando sobre "Habitame Siempre".
Ela revelou a capa de seu álbum através de sua conta no Instagram quase um mês antes da data oficial de lançamento do álbum, enquanto o título do álbum já era rumores de ser Habítame Siempre desde setembro, como seu concerto privado no Hammerstein Ballroom foi promovido com esse título. Na capa, podemos ver Thalía sorrindo enquanto ela segura um microfone tradicional, em um fundo marrom esfumaçado. Em 17 de outubro, o álbum foi apresentado oficialmente em Nova York, enquanto alguns dias depois, as músicas de Habitame siempre vazou em vários sites.
Como Thalía declarou em muitas entrevistas, trabalhar no material musical de Habitame siempre funcionou como uma catarse da alma para ela. Ela também passou a dizer que "lançar este álbum representa uma sensação de descanso e algum tipo de liberdade também", já que nos últimos 4 anos ela passou por situações intensas como ser afetada pela doença de Lyme, perder sua amada mãe e ter uma série de conflitos familiares com suas irmãs.

## Composição e influências musicais
Em relação à composição do material do álbum, Thalía afirmou: "eles costumavam me mandar músicas com sentimentos profundos como dor, angústia e tristeza. De alguma forma, Mario Domm do Camila, captou minha grande perda em um espírito de positivismo. Eu estava encantado por como ele poderia transformar minha dor de perder minha mãe em luz, em algo positivo".
O álbum é composto de músicas novas e covers, bem como uma série de colaborações altamente antecipadas com alguns dos maiores artistas da música contemporânea, como Robbie Williams, Michael Bublé, Prince Royce, Erik Rubin, Leonel García, Samo do Camila, Jesús Navarro do Reik e o lendário ícone latino Gilberto Santa Rosa.
"Nós cantamos a música clássica 'Bésame mucho' com Michael Bublé, mas criamos uma versão diferente com elementos de tango, que faz com que seja realmente sexy. Quanto a Robbie Williams, foi um sonho que veio colaborar com ele que eu realmente admiro, Eu o convidei para cantar comigo uma música 'mambo', Muñequita linda que se tornou popular pela voz de Nat King Cole. Eu sabia que ele era o único que conseguia entender a ironia de resgatar essa obra prima clássica do mambo, enviei a música para ele, ele adorou a ideia de gravá-la em espanhol, e o resultado foi espetacular", disse Thalía sobre suas colaborações com Michael Bublé e Robbie Williams.
Em sua entrevista para a VEVO, Thalía afirmou que em seu novo álbum ela experimentou vários sons e estilos musicais, como a bossa nova e outros gêneros musicais latinos, além de incluir baladas pop rock e um dueto de salsa com Gilberto Santa Rosa. Thalía também gravou duas faixas exclusivas para violão, com elementos de Nueva trova, que é um movimento musical cubano, além da música Regalito de Dios, inspirada no som de Vallenato, um gênero popular de música folclórica originário da Colômbia. Além disso, ela ainda incorporou uma faixa bachata bilíngüe no álbum, um dueto com Prince Royce, que é considerado um dos mais bem sucedidos artistas bachata em música contemporânea. Em sua maioria, Habítame Siempre é considerado um dos álbuns mais completos da carreira de Thalía, já que inclui elementos e influências de vários gêneros musicais latinos.

## Produção
Durante o processo de produção de Habítame Siempre, Thalia se concentrou em detalhes para garantir uma qualidade excepcional de som, já que seu desejo era oferecer ao público o melhor álbum produzido em sua carreira. O álbum contém canções com significados profundos e uma abordagem sentimental, como foi inicialmente inspirado na mãe de Thalía, Yolanda Miranda, que morreu em maio de 2011. Como a própria Thalía afirmou: “Muitas músicas desta nova produção foram gravadas ao recordar todos esses anos com minha mãe. Manías, por exemplo, é uma música muito forte e que eu dedico à sua memória" e ela acrescentou que "este álbum é inteiramente dedicado a ela, para celebrá-la, para homenageá-la com essas músicas excepcionais".
Em Habítame Siempre, Thalía trabalhou com vários produtores musicais, incluindo Cheche Alara, Armando Ávila, Humberto Gatica, Walter Afanasieff, e na intenção de repetir o formato de sucesso da Primera fila, ela trabalhou novamente com Paul Forat, diretor geral e produtor da Sony Music Latin e seu marido Tommy Mottola, que é o produtor executivo do álbum. Quanto à sua experiência trabalhando com o marido Mottola, Thalía declarou: "Ele sempre esteve presente, oferecendo-me seu sábio conselho ... Ele é o produtor executivo do álbum e trabalhou para que tudo acontecesse como eu desejava, ele quer que eu alcance todas as minhas ambições e é um milagre, o álbum é cheio de surpresas".

## Promoção
Em 21 de setembro de 2012, Thalia apresentou ao vivo várias músicas do álbum em um concerto privado em Nova York no Hammerstein Ballroom. Este concerto especial foi transmitido pela Univision um dia antes do lançamento oficial do álbum nos Estados Unidos como uma forma de promoção para o álbum na semana de seu lançamento. No dia 12 de março de 2013 Thalía visitou a Espanha para promover o álbum e receber um prêmio da Cadena Dial. Ela também gravou várias músicas deste álbum e a anterior em português, como uma homenagem à sua base de fãs no Brasil.

### Singles
O primeiro single de Habítame Siempre, "Manías", foi lançado digitalmente em 8 de outubro de 2012. Foi incorporado ao formato espanhol contemporâneo da rádio norte-americana algumas semanas depois. A canção alcançou o primeiro lugar na parada de airplay do México, de acordo com a Billboard, permanecendo por muitas semanas entre as 5 primeiras posições e se tornando um grande sucesso na rádio. Nos Estados Unidos, a música estreou na posição número 36 da parada pop latino da Billboard e atingiu o 14º lugar. No top chart de músicas latinas publicado pela Billboard, a música chegou ao 26º lugar. O videoclipe oficial da música estreou no VEVO em 18 de dezembro de 2012. Na Espanha, o single chegou ao 35º lugar, na parada de airplay espanhola publicada pela PROMUSICAE. No México, o single foi certificado como ouro para vendas digitais superiores a 30.000 cópias. Thalía cantou a música ao vivo no Cadena Dial Awards, que aconteceu em 13 de março de 2013 em Tenerife, Espanha.
"Te Perdiste Mi Amor", o dueto de Thalia com o Prince Royce entrou na parada da Billboard Latin Digital Songs no número 29 e alcançou o número 19. A música foi lançada mundialmente em formato digital em 3 de fevereiro de 2013 como o segundo single do álbum. Alcançou o terceiro lugar na parada pop latina, publicada pela Billboard, enquanto alcançou a posição número 7 na parada de músicas tropicais e número 4 na quente lista de músicas latinas. Thalía e Prince Royce cantaram ao vivo no show de 25 anos do Premio Lo Nuestro, que ocorreu em Miami, Flórida, em 21 de fevereiro de 2013.
"La Apuesta", a colaboração de Thalia com Erik Rubin foi anunciada como o terceiro single oficial do álbum e foi lançado como um single digital em 22 de outubro de 2013. Ele também funcionou como o primeiro single promocional do próximo álbum ao vivo de Thalia, "VIVA! Tour en Vivo".

### Turnê
Em 25 de fevereiro de 2013, Thalía anunciou que The VIVA! Tour começará em 24 de março de 2013. Até o momento, sete shows foram anunciados oficialmente, cinco deles nos Estados Unidos e dois no México. Thalía afirmou que com esta turnê, ela terá shows em toda a América Latina, enquanto em 13 de março de 2013 ela confirmou que planeja expandir a turnê para algumas cidades europeias.

## Recepção
| Críticas profissionais | Críticas profissionais |
| Avaliações da crítica  | Avaliações da crítica  |
| Fonte                  | Avaliação              |
| ---------------------- | ---------------------- |
| AARP The Magazine      | favorável              |
| Allmusic               | [ 32 ]                 |
| Billboard              | favorável              |
| El País                | favorável              |
| Rhapsody               | favorável              |
| YAM Magazine           | [ 36 ]                 |

### Resposta Crítica
Habítame siempre recebeu críticas positivas principalmente de críticos de música, que afirmaram que Thalía superou todas as expectativas com este álbum e é definitivamente considerado um dos melhores álbuns de sua carreira. Muitos críticos apontaram que em Habítame Siempre, Thalia está desfrutando de um pico artístico, já que ela interpreta a maioria das músicas com um sentimento indescritível, como se a intensidade das emoções que ela acumulou ao longo de sua vida tenha vazado nela. mais recente música, e especialmente em sua voz.
Neste álbum, assim como no anterior, Thalía se concentrou em criar música de qualidade que pudesse trazer nossos melhores instintos, e ela não deixa dúvidas de por que ela é uma artista internacional que é reverenciada por seus colegas. A maioria dos críticos também elogiou a produção do álbum, já que os músicos que participaram das gravações estão entre os melhores do mercado musical, enquanto o álbum foi produzido por alguns dos maiores e mais reconhecidos produtores. Justino Águila da Billboard afirmou que "os fortes vocais de Thalía, se saem particularmente bem em baladas românticas que mostram suas costeletas e versatilidade", enquanto ele comentou que "neste álbum, Thalía saiu de suas canções solo e procurou mais colaboração e duetos, e o repertório é muito maduro, mas ainda emocionante".
Rachel Devitt do Rhapsody.com também foi positiva sobre o lançamento, e ela afirmou: "Thalía, uma vez vivaz diva do pop e agora performer do pop, lançou um álbum com baladas imponentes, números tropicais em ritmo moderado e duetos com um anfitrião de muito respeitável (e adulto) os hóspedes para combinar. O resultado? ... Bem vivaz. Ela recebe todo o foco suave e de olhos límpidos com um trio de outras estrelas no meio da carreira ("Con Los Años Que Me Quedan") , ela salsas com Gilberto Santa Rosa ( "Dime Si Ahora") e até mesmo recebe seu crooner clássico brassy com Michael Bublé . Esta é uma senhora que foi feito para um soluço, pulsando "Bésame Mucho".
De acordo com a revista YAM Magazine, "Thalía cresceu em sua personalidade musical e se encaixa perfeitamente no álbum apesar de não ser uma potência vocal" e que "o álbum é familiar, nunca beirando o tédio e favorecendo o conforto (e a maturidade)" que vem aceitando quem você é ...". Além disso, o crítico afirmou que, neste álbum, Thalía "optou por não ser descolada, mantendo-se tão longe da dance music e das batidas eletrônicas que assolaram o mercado mundial", classificando-a com 3,5 de 5 estrelas.
Alejandra Volpi do El País comentou que Thalía chegou ao momento mais audacioso de sua carreira na interpretação da música "Hoy ten miedo de mi", enquanto Ernesto Lechner da AARP The Magazine, publicou uma crítica favorável ao álbum, afirmando que " ninguém pode duvidar da inteligência musical de Thalía ao incorporar vários estilos musicais e artistas neste disco, tornando sua voz expressiva e temperamental ainda mais brilhante". Ele também afirmou que em Habítame Siempre "é como se ela estivesse misturando o passado e o presente da música latina, sendo esta a razão pela qual é o seu álbum mais completo e diversificado até hoje". Além disso, um crítico de música em Allmusic também escreveu uma crítica positiva no álbum. Ele viu "Habítame Siempre" como um lançamento "ambicioso", classificando-o com 3,5 de 5 estrelas e afirmando que " o álbum apresenta uma grande variedade de estilos, e mais do que algumas surpresas [...] "Muñequita Linda" com Robbie Williams tem um estilo de cabaré musical que remonta à década de 1940 [...]. Sua leitura do onipresente "Bésame Mucho" com Michael Bublé, em espanhol e inglês, combina o pop clássico com o tango em um arranjo deslumbrante".

### Desempenho comercial
A Habítame Siempre recebeu um certificado de ouro um dia após seu lançamento nos Estados Unidos, por ter saído om de mais de 50.000 exemplares  vendidos, de acordo com a Recording Industry Association of America. Em 20 de novembro, foi anunciado pela Sony Music México via Twitter que Habítame Siempre tinha acabado de receber uma certificação de ouro no México por vender de mais de 30.000 cópias. De acordo com AMPROFON, o formato físico do álbum estreou na posição n º 3 no México, certificado como ouro, contando apenas as pré-vendas do álbum, uma vez que estreou uma semana antes de seu lançamento. Uma semana após o lançamento do álbum, ele se mudou para o número 2 e em sua terceira semana no gráfico, alcançou o primeiro lugar. Nos Estados Unidos , o álbum estreou no número 1 no Top Latin e Latin Pop da Billboard, tornando-se o quinto álbum número 1 de Thalía na parada Latin Pop da Billboard e seu terceiro número 1 na tabela Top Latin. Na Argentina, o álbum estreou no número quatro na parada de álbuns oficial do país, fornecida pelo CAPIF. Em 29 de novembro, foi anunciado que o álbum era disco de platina no México.para vendas superiores a 60.000 cópias. Em 17 de dezembro, o álbum foi disco de ouro e platina no México e em 20 de dezembro, o álbum vendeu mais de 120.000 cópias no México, sendo certificado como platina dupla. Em 15 de janeiro de 2013, foi confirmado pela Sony Music que o álbum tinha alcançado uma certificação de platina na Venezuela, o que equivale a 10.000 cópias vendidas. A partir de 6 de janeiro de 2013, tornou-se dupla platina mais ouro no México de acordo com AMPROFON, enquanto em 22 de janeiro, Sony Music México anunciou que o álbum ganhou mais uma certificação no México, tornando-se triplo de platina, o que equivale a 180.000 cópias. Na Espanha, o álbum foi lançado em 5 de fevereiro de 2013. Ele estreou na 33ª posição e alcançou o 26º lugar na parada de álbuns da Espanha, publicada pela PROMUSICAE. O álbum teve um excelente desempenho comercial em toda a América Latina, com vendas mundiais estimadas em 500.000 cópias aproximadamente. Em 15 de agosto de 2013, foi anunciado pela AMPROFON e pela Sony Music que o álbum tinha sido triplo de platina e ouro no México, o que equivale a 210.000 cópias vendidas.

## Faixas
| Edição padrão  |                                                                                  |                                                |                                                     |         |  |
| N.º            | Título                                                                           | Compositor(es)                                 | Produtor(es)                                        | Duração |  |
| 1.             | "Habítame Siempre"                                                               | Mario Domm, Maria Bernal                       | Cheche Alara                                        | 4:01    |  |
| 2.             | "Con Los Años Que Me Quedan" (featuring Leonel García, "Samo" and Jesús Navarro) | Gloria Estefan, Emilio Estefan Jr.             | Walter Afanasieff, Cheche Alara                     | 4:56    |  |
| 3.             | "Manias"                                                                         | Raúl Ornelas                                   | Cheche Alara                                        | 3:49    |  |
| 4.             | "Te Perdiste Mi Amor" (com participação de Prince Royce)                         | Prince Royce, Guianko Gómez, Jorge Luis Chacín | Prince Royce, "Yanko" Gomez, Efraín "Junito" Dávila | 3:40    |  |
| 5.             | "No Soy el Aire"                                                                 | Miguel Luna                                    | Cheche Alara                                        | 4:06    |  |
| 6.             | "Bésame Mucho" (com participação de Michael Bublé)                               | Consuelo Velázquez                             | Humberto Gatica                                     | 3:39    |  |
| 7.             | "Regalito de Dios"                                                               | Edgar Alfredo Zabaleta                         | Cheche Alara                                        | 3:12    |  |
| 8.             | "Tómame o Déjame"                                                                | Juan Carlos Calderón                           | Cheche Alara                                        | 3:39    |  |
| 9.             | "Muñequita Linda (Te Quiero Dijiste)" (com participação de Robbie Williams)      | María Grever                                   | Cheche Alara                                        | 3:34    |  |
| 10.            | "Bésame"                                                                         | Ricardo Montaner, Chacín                       | Cheche Alara                                        | 4:36    |  |
| 11.            | "Dime Si Ahora" (com participação de Gilberto Santa Rosa)                        | Beatriz Luengo, Yotuel Romero, Ahmed Barroso   | Cheche Alara                                        | 4:42    |  |
| 12.            | "Ojalá"                                                                          | Omar Alfanno, Andres Castro, Edgar Barrera     | Cheche Alara                                        | 3:41    |  |
| Duração total: | Duração total:                                                                   | Duração total:                                 | Duração total:                                      | 47:52   |  |

| Edição de luxo - faixas bônus |                                               |                                             |                |         |  |
| N.º                           | Título                                        | Compositor(es)                              | Produtor(es)   | Duração |  |
| 13.                           | "La Apuesta" (com participação de Erik Rubin) | Beatríz Herraiz                             | Armando Ávila  | 3:33    |  |
| 14.                           | "Hoy Ten Miedo de Mí"                         | Fernando Delgadillo                         | Cheche Alara   | 2:30    |  |
| 15.                           | "Atmósfera"                                   | Silvio Donizeti Rodrigues, Guiliano Matheus | Armando Ávila  | 3:45    |  |
| Duração total:                | Duração total:                                | Duração total:                              | Duração total: | 56:48   |  |

| Edição especial - faixas bônus |                |                            |         |  |
| N.º                            | Título         | Compositor(es)             | Duração |  |
| 16.                            | "Vete"         | Leonel García, Thalía Sodi | 3:20    |  |
| 17.                            | "Tu Amor"      | Thalía Sodi                | 4:46    |  |
| Duração total:                 | Duração total: | Duração total:             | 1:04:54 |  |

| Lista de faixas do Concerto no Hammerstein Ballroom DVD / Blu-ray |                                                                                                   |         |  |
| N.º                                                               | Título                                                                                            | Duração |  |
| 1.                                                                | "Equivocada"                                                                                      | 4:03    |  |
| 2.                                                                | "Habítame Siempre"                                                                                | 5:22    |  |
| 3.                                                                | "Hits Medley: No Me Enseñaste (Remix)/ Tú y Yo/ Entre el Mar y una Estrella/ María la del Barrio" | 5:45    |  |
| 4.                                                                | "Con Los Años Que Me Quedan" (dueto com Leonel García, "Samo" e Jesús Navarro)                    | 6:40    |  |
| 5.                                                                | "Besame"                                                                                          | 3:35    |  |
| 6.                                                                | "Manías"                                                                                          | 3:59    |  |
| 7.                                                                | "Primera Fila Medley: Cómo/ Enséñame a Vivir"                                                     | 3:29    |  |
| 8.                                                                | "La Apuesta" (dueto com Erik Rubin)                                                               | 3:32    |  |
| 9.                                                                | "Tómame O Déjame"                                                                                 | 4:25    |  |
| 10.                                                               | "Te Perdiste Mi Amor" (dueto com Prince Royce)                                                    | 4:19    |  |
| 11.                                                               | "Atmosfera"                                                                                       | 2:40    |  |
| Duração total:                                                    | Duração total:                                                                                    | 50:00   |  |

| DVD/ Blu-ray: Extras |                                       |                         |         |  |
| N.º                  | Título                                | Diretor                 | Duração |  |
| 1.                   | "'Habítame Siempre' Atrás de Câmeras" | Frank Amadeo/ Jeb Brien | 17:00   |  |
| Duração total:       | Duração total:                        | Duração total:          | 17:00   |  |

Notas
- No iTunes, o álbum foi lançado nas edições padrão e bônus.
- Na América Latina, o álbum foi lançado no formato da edição bônus de faixas.

## Desempenho nas tabelas musicais
| Chart (2012)               | Posição |
| -------------------------- | ------- |
| Argentina (CAPIF)          | 4       |
| Billboard Latin Pop Albums | 1       |
| Billboard Top Latin Albums | 1       |
| Espanha (Promusicae)       | 26      |
| México (Top 100 Mexico)    | 1       |

| Chart (2013)                  | Posição |
| ----------------------------- | ------- |
| Top Latin Albums              | 38      |
| Latin Pop Albums              | 10      |
| México (Mexican Albums Chart) | 5       |

## Vendas e certificações
| Região                                                                                 | Certificação | Vendas/distribuição |
| -------------------------------------------------------------------------------------- | ------------ | ------------------- |
| EUA (RIAA)                                                                             | Ouro         | 50,000^             |
| México (AMPROFON)                                                                      | 4× Platina   | 240,000^            |
| Venezuela (AMPROFON)                                                                   | Platina      | 10,000              |
| *vendas baseadas apenas na certificação ^distribuições baseadas apenas na certificação |              |                     |

## Histórico de lançamento
| País           | Data                   | Formato(s)       | Edição         |
| -------------- | ---------------------- | ---------------- | -------------- |
| Mundialmente   | 19 de novembro de 2012 | Download digital | Padrão, Deluxe |
| México         | 16 de novembro de 2012 | Compact disc     | Deluxe         |
| Argentina      | 16 de novembro de 2012 | Compact disc     | Padrão, Deluxe |
| Estados Unidos | 19 de novembro de 2012 | Compact disc     | Padrão         |
| América Latina | 29 de novembro de 2012 | Compact disc     | Deluxe         |
| Japão          | 4 de dezembro de 2012  | Compact disc     | Padrão         |
| Brasil         | 21 de dezembro de 2012 | Compact disc     | Padrão         |
| Espanha        | 5 de fevereiro de 2012 | Compact disc     | Deluxe         |
| Grécia         | 14 de maio de 2013     | Compact disc     | Standard       |